# Nowhere Man (노래)
〈Nowhere Man〉은 1965년 12월 비틀즈의 여섯 번째 정규 음반 《Rubber Soul》에 수록되어 발표된 곡이다. 존 레논에 의해 씌여졌지만, 레논-매카트니의 명의로 크레디트되었다.
비틀즈의 곡 중 처음으로 연애, 혹은 사랑과 관련된 주제를 다루고 있지 않다는 점에서, 이 곡은 레논의 철학적 작곡 의향의 기록적 사례로 평가된다. 현대인의 삶에서 "Nowhere Man"(어디에도 없는 사람)은 "보통 사람"이다. 동시대에 밥 딜런이나 킹크스 등의 가수들도 공허한 현대인에 관한 비슷한 곡을 다루긴 했지만, 〈Nowhere Man〉과의 구별되는 특징은 비틀즈가 그들의 주제에 대해 보여준 공감과 동정이었다.

## 배경 및 작곡
레논은 《Rubber Soul》에 수록될 곡을 제작하기 위해 고통스런 시간을 보내고 있던 어느 날 갑자기 이 곡이 찾아왔다고 말했다. 레논은 1980년 《플레이보이》와의 인터뷰에서 이렇게 말했다: "저는 의미가 있고 훌륭한 곡을 쓰기 위해 아침부터 5시간 동안 노력했지만, 결국 포기하고 드러누웠습니다. 그러다 문득 〈Nowhere Man〉이 떠오른 겁니다. 노래의 제목과 음악, 그 망할 것 전부가 그저 드러누웠더니 떠올랐던 거예요."
당시 레논은 자신의 의지와는 상관없이 매니저 브라이언 엡스타인에 의해 비틀즈라는 이름의 상품으로 아름답게 포장되어 팔려다니고 있는 듯한 자신의 삶에 대해 끊임없는 회의를 품고 있었고, 한편으로는 신시아 파웰과의 무의미한 결혼생활에 대한 권태감에 빠져 있었다. 그의 유일한 위안거리는 LSD를 통해 새로운 정신 세계를 체험하는 것이 전부였다. 그는 예전처럼 비틀즈 멤버들과 잘 어울리지도 않은 채 웨이브리지에 있는 저택에 틀어박혀 점점 자신만의 세계로 빠져들었다. 〈Nowhere Man〉의 주인공은 다름 아닌 레논, 자신이었다. 그렇게 '자신이 아무 데도 갈 곳 없이 어딘 지 알 수 없는 곳에 주저 앉아 있는 존재와 같다'고 생각하던 레논에게 〈Nowhere Man〉이 자연스럽게 찾아온 것이다.
매카트니는 1984년 《플레이보이》와의 인터뷰에서 이렇게 말했다: "그 곡은 레논이 하룻밤 외출하고 새벽에 돌아와 쓴 것입니다. 제 생각에 어떤 면에서는, 그가 조금... 어디로 향해 가고 있는지도 모르고 헤매이고 있던 게 아니었을까 생각해요. 저도 그랬다고 말씀드릴 수 있어요. 저는 그가 염려되기 시작했죠." 또한 매카트니는 1997년 발행된 자신의 자서전 《Paul McCartney: Many Years from Now》에서 이렇게 말했다: "그것은 그 자신이 쓴 아주 자기 비하적인 곡이었습니다. 나중에 그는 나에게 말하지 않은 무언가를 말했고, 자신에 대해 생각하는 이 곡을 썼습니다. 그는 어디에도 가지 않을 것이라고 생각했습니다. 사실 난 그 곡이 그녀의 결혼 생활에 관한 것이라고 생각합니다. 그때 그는 일이 진행되는 방식에 조금 불만스러워했습니다만, 마침내 아주 좋은 곡을 만들었습니다. 그는 제 3의 사람 노래를 만들었지만 '그는 너와 나 같은 사람이 아닌가?'(Isn't he a bit like you and me?)라고 쓸 만큼 똑똑했습니다. '나'는 최종적인 단어입니다. 그것은 레논의 최고의 곡 중 하나였습니다."
레논과 매카트니는 곡을 만들 때 대부분 싱글이나 앨범에 수록하기 위해 시간에 쫓기면서 엄청난 압박감을 느끼며 만들었지만 어떤 영감에 의해 곡을 만들기도 했다. 〈Nowhere Man〉은 후자의 경우로 레논 자신도 모르게 써내려간 곡이며 아무런 수정 없이 작곡자의 초기 의도대로 녹음이 완료된 드문 사례로 꼽히는 곡이다.

## 녹음
〈Nowhere Man〉의 녹음은 1965년 10월 21일과 22일, 양 일에 걸쳐 런던 애비 로드 스튜디오에서 진행되었다. 프로듀서는 조지 마틴, 책임 사운드 엔지니어는 노먼 스미스가 맡았다.
비틀즈는 1965년 10월 21일 잠시 동안 리허설을 한 후 두 번 녹음을 시행했지만 더 이상의 용도로는 사용되지 않았다. 다음날 비틀즈는 완전히 새로운 녹음으로 시작했다. 레넌은 어쿠스틱 리듬 기타와 리드 보컬을, 매카트니는 일렉트릭 베이스와 코러스를, 해리슨은 리드 기타와 코러스를, 링고 스타는 드럼을 담당했다. 기타 솔로는 레논과 해리슨이 최근에 인수한  펜더 스트라토캐스터를 사용해 동음을 연주했다. 이 둘은 펜더 스트라토캐스터를 사용해 동일한 "소닉 블루" 색채의 연주를 했다.
매카트니는 비틀즈가 애비로드에 있는 녹음 스튜디오의 엔지니어들과 함께 수행해야만 했던 작은 다툼의 예로서 〈Nowhere Man〉을 인용했다: "우린 항상 그들이 원하지 않는 일을 강요했습니다.  〈Nowhere Man〉도 그 하나입니다. 난 우리가 '최고 음역의 기타로 가고 싶다'고 말한 것을 기억합니다. 그들은 내가 지금까지 들었던 최고 음역의 기타 중 하나입니다. 엔지니어는 '좋아, 내가 전부 넣을거야'라고 말했지만, 우린 '충분하지 않아.'라고 답했죠. 그는 말했습니다. '그러나 그것은 내가 가진 전부이다. 나는 단지 하나의 냄비를 가지고 있다.' 우린 대답했습니다. '글쎄, 다른 많은 페이더를 통해 그것을 넣고 완전히 고음으로 올려 놓으세요. 그리고 그것이 충분하지 않으면 우린 또 다른 많은 페이더를 통해 시도 할 것이고...' 그렇게 우린 항상 그렇게 하고 있습니다."

## 발매 및 반응
영국 발매반 《Rubber Soul》에 수록되어 발표된 이 곡은, 미국 발매반 《Rubber Soul》에는 수록되지 않았다. 하지만 1966년 2월 21일 영국을 제외하고 미국을 비롯한 여러 나라에서 〈What Goes On〉과 함께 싱글로 발표되어 호주 및 캐나다 차트 최고 1위, 그리고 US 차트 최고 3위를 기록했다. 그 해 6월에는 〈What Goes On〉과 함께 미국 편집 발매반 《Yesterday and Today》에도 마침내 수록되어 출시되게 된다. 이 곡은 또한 호주를 포함, 일부 국가에서 《Rubber Soul》에 수록되어 싱글로 발표되었고, 차트 1위를 기록했다.
이 곡은 1968년 비틀즈 멤버들이 캐릭터로 등장하고 비틀즈의 음악들이 테마로 사용된 애니메이션 영화 《노란 잠수함》의 테마로도 사용되었고, 극 중 등장하는 제러미 힐러리 붑이라는 캐릭터에 영감을 불어 넣기도 했다. 제러미 힐러리 붑은 모피, 핑크 귀, 토끼 같은 꼬리와 파란 얼굴을 가진 작은 남성이다. 비틀즈는 악당 블루 미니로부터 페퍼랜드를 구하기 위해 잠수함을 타고 여러 지역을 통과하던 중 "무의 바다"(노웨어 랜드)에서 제러미 힐러리 붑을 만났고, 〈Nowhere Man〉이 그를 표현하기에 적당하다고 생각, 즉석에서 이 노래를 부른다. 그러자 제러미 힐러리 붑은 자신이 얼마나 무의미한 삶을 사는지 깨닫게 된다.
이 곡은 라이브 공연의 레퍼토리로는 어울리지 않을 만큼 무거운 분위기의 곡이었지만 1965년 12월 영국 순회 공연부터 1966년 8월 북미 순회 공연까지 비틀즈의 라이브 시대를 마감하는 상징적인 곡으로 불렸다.

## 커버
- 1965년, 크리스 코너
- 1965년, 랜디 트래비스
- 1965년, 조 패스
- 1966년, 도켄
- 1966년, 사이언스 팝션
- 1966년, 쓰리 굿 리즌스
- 1966년, 브라더스 포
- 1966년, 비에스
- 1967년, 카펜터스
- 1967년, 인덱시
- 1968년, 타이니 팀
- 1969년, 거숀 킹슬리
- 1966년, 마마스 앤 파파스
- 1966년, 세틀러스
- 1976년, 제프 린
- 1978년, 비지스 & 피터 프램튼
- 1978년, 셔벗
- 1981년, 스타스 온 45
- 1986년, 리플레이스먼츠

- 1988년, 야니
- 1990년, 밥 딜런 (라이브, "네버 앤딩 투어" 밥 딜런 쇼》
- 1994년, 모탈
- 1995년, 닉 헤이워드
- 1998년, 닐 핀
- 1999년, 마키 라몬 앤 디 인트루더스
- 1999년, 안드레스 칼라마로
- 2001년, 나탈리 머천트 (라이브, 라디오 시티 뮤직 홀)
- 2002년, 폴 웨스터버그
- 2003년, 옐로우 매터 커스타드
- 2005년, 로우
- 2005년, 와이키키스
- 2006년, 크리스 와일
- 2006년, 지아코모 본디
- 2006년, 로저 마투라
- 2007년, 한대수
- 2008년, 에머슨 노게이라
- 2009년, 랜든 픽
- 2009년, 스매싱 펌킨스

- 2009년, 비키 카
- 2009년, 리차드 블리워스
- 2010년, 워렌 윌즈
- 2011년, 멘틀즈
- 2011년, 빌 프리셀
- 2011년, 후루사와 다케시
- 2011년, 포멜로
- 2013년, 일리 부엔디아
- 2014년, 누베 9
- 2016년, 래리 화이트
- 2016년, 제리 케글러
- 2017년, 로니 존스

## 참여 인원
- 존 레논 – 더블 트래킹 보컬, 어쿠스틱 리듬 기타, 리드 기타
- 폴 매카트니 – 베이스 기타, 하모니 보컬
- 조지 해리슨 – 리드 기타, 하모니 보컬
- 링고 스타 – 드럼

이언 맥도널드 제공

## 차트와 판매량

### 주간 차트
| 차트 (1965–66)                   | 최고 순위 |
| -------------------------------- | --------- |
| 호주 켄트 뮤직 리포트 탑 싱글 40 | 1         |
| 오스트리아 (Ö3 오스트리아 탑 40) | 8         |
| 캐나다 탑 싱글 (RPM)             | 1         |
| 미국 빌보드 핫 100               | 3         |
| 미국 캐쉬박스 탑 100             | 2         |
| 미국 레코드 월드 100 탑 팝스     | 1         |
| 서독 미디어 컨트롤 싱글 차트     | 3         |

| 국가                       | 인증 | 판매량/출하량 |
| -------------------------- | ---- | ------------- |
| 미국 (RIAA)                | 골드 | 1,000,000^    |
| ^출하량을 기반으로 한 인증 |      |               |

## 참고 문헌
- Babiuk, Andy (2002). 《Beatles Gear: All the Fab Four's Instruments, from Stage to Studio》. San Francisco, CA: Backbeat Books. ISBN 978-0-87930-731-8.
- Everett, Walter (2001). 《The Beatles as Musicians: The Quarry Men through Rubber Soul》. New York, NY: Oxford University Press. ISBN 0-19-514105-9.
- Gilliland, John (1969). “The Rubberization of Soul: The great pop music renaissance.”. 《Pop Chronicles》. Digital.library.unt.edu.
- MacDonald, Ian (2005). 《Revolution in the Head: The Beatles' Records and the Sixties》 Seco Revis판. London: Pimlico (Rand). ISBN 1-84413-828-3.
- Turner, Steve. A Hard Day's Write: The Stories Behind Every Beatles' Song, Harper, New York: 1994, ISBN 0-06-095065-X
- Unterberger, Richie (2009). “Rubber Soul [UK]”. 《Allmusic》. 2009년 6월 15일에 확인함.
- Winn, John C. (2008). 《Way Beyond Compare: The Beatles' Recorded Legacy, Volume One, 1962–1965》. New York, NY: Three Rivers Press. ISBN 978-0-3074-5239-9.